# Cut (okręg Alba)
Cut – wieś w Rumunii, w okręgu Alba, w gminie Cut. W 2011 roku liczyła 1075 mieszkańców.